# Pancraz Körle

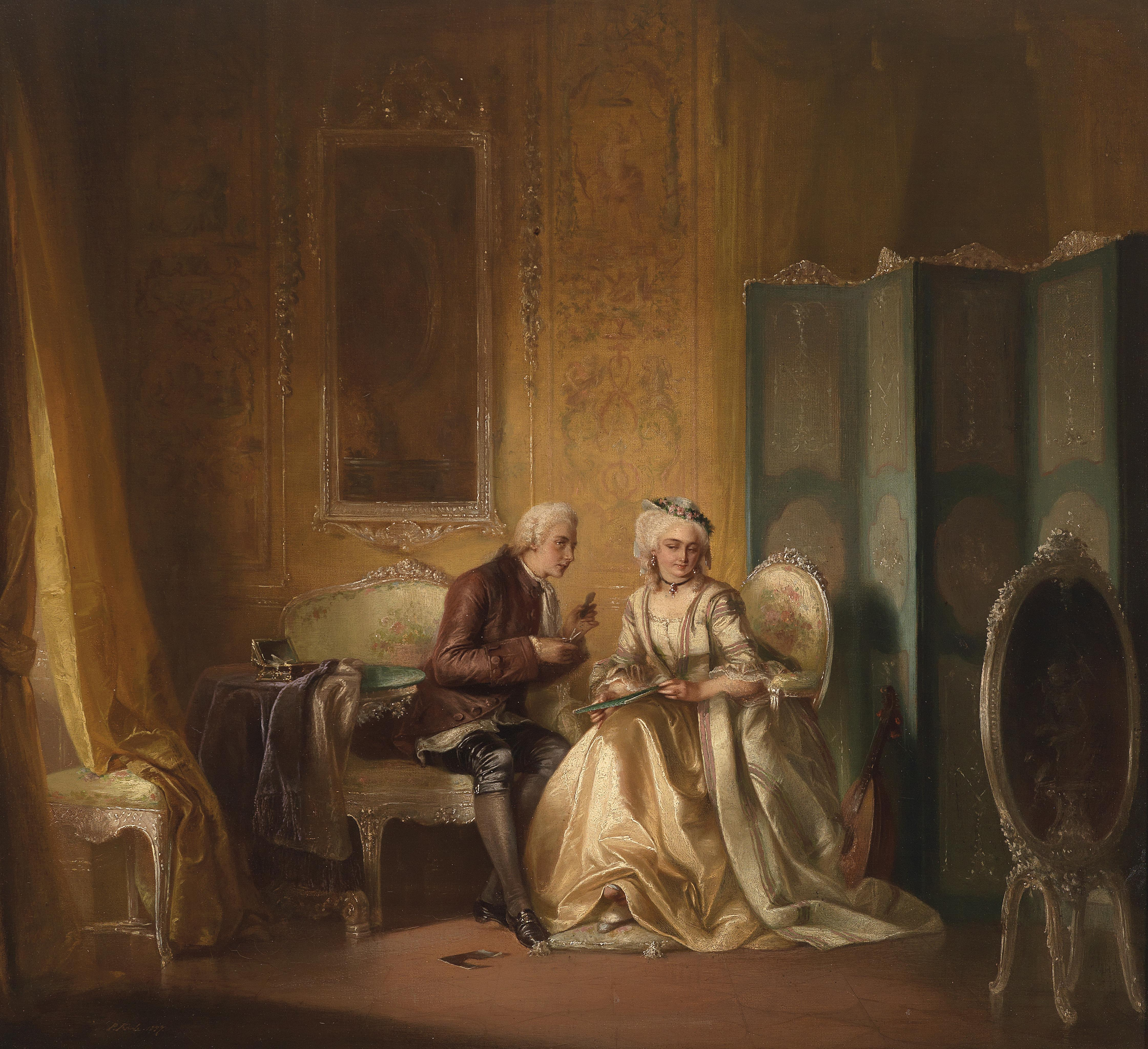
Scherenschneider

Pancraz Körle (* 21. Oktober 1823 in München; † 23. April 1875 ebenda) war ein deutscher Porträt- und Genremaler sowie Lithograph.
Geboren als Sohn eines Bäckermeisters, besuchte Körle eine Lateinschule, danach die Zeichenschule von Philipp Peter Teutsch.
Aus unklaren Gründen verzichtete er auf das Studium an der Königlichen Akademie  der Künste in München, studierte stattdessen Porträtmalerei an der Malschule von Joseph Bernhardt. 
Von 1845 bis 1848 war er in Wien Schüler Ferdinand Waldmüllers und dort auch als Porträtmaler tätig. Er wurde 1847 Mitglied der Alten Wiener Burschenschaft Germania.
Körle schuf eine Reihe Lithografien mit der Darstellung revolutionärer Ereignisse in Wien 1848. Deswegen verbrachte er einige Monate in Dresden.
Zurück in München widmete er sich fast ausschließlich der Genremalerei, meist mit Szenen aus dem Rokokomilieu.